# Корыцин
Корыцин (пол. Korycin) — деревня в Польше, входит в Подляское воеводство, Сокульский повят, гмина Корыцин. Население 560 человек (на 2006 год).

## История
Основана в XVI веке. В 1671 году получила статус города. В 1897 году Корицин являлся заштатным городом Сокольского уезда Гродненской губернии Российской империи. В нём проживало 683 жителя, в том числе евреи — 60,2 %, белорусы — 35,1 %, поляки — 4,0 %. В начале XX в. утратил статус города и стал деревней.
В конце 1916 года известный белорусский поэт и священнослужитель Казимир Свояк за деятельность по возрождению белорусской культуры и языка был отправлен на Белосточчину в деревню Корыцин. Здесь он также пытался ввести проповеди на белорусском языке в костёле, однако это тут же было запрещено местным настоятелем.

## Галерея

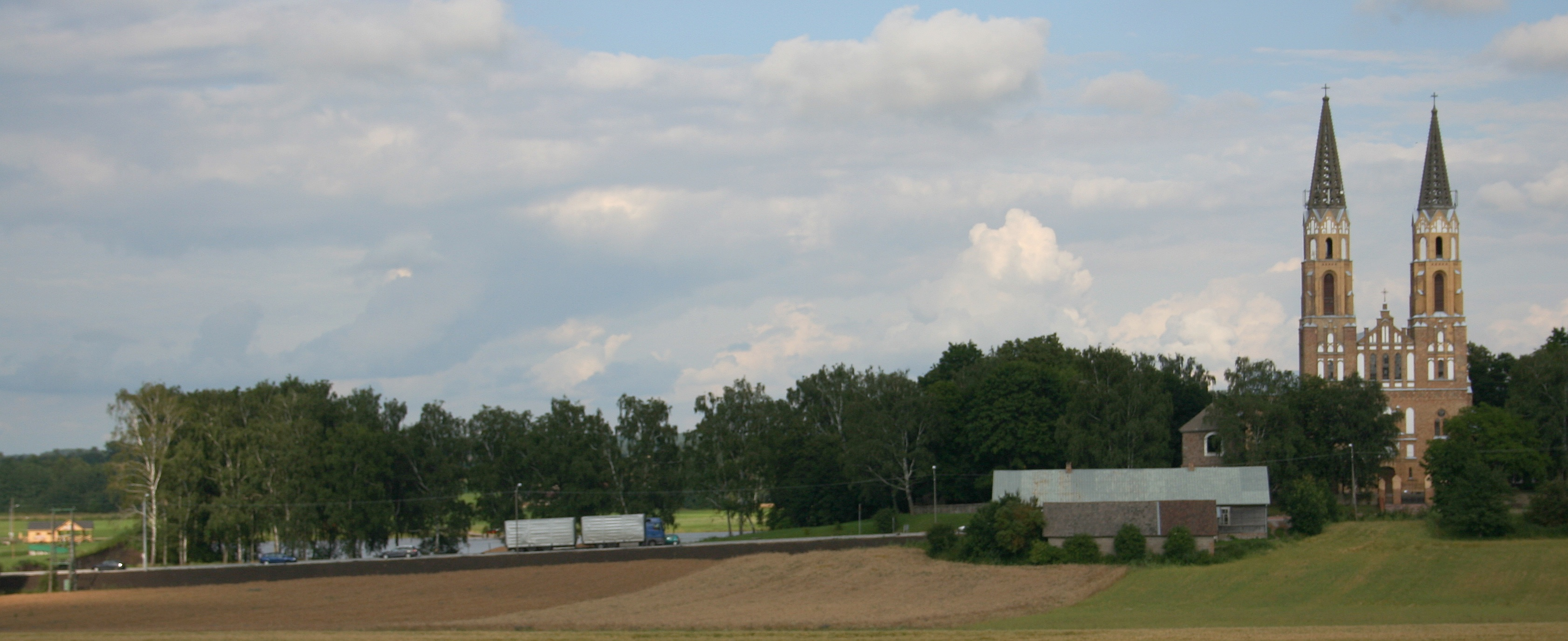
Панорама
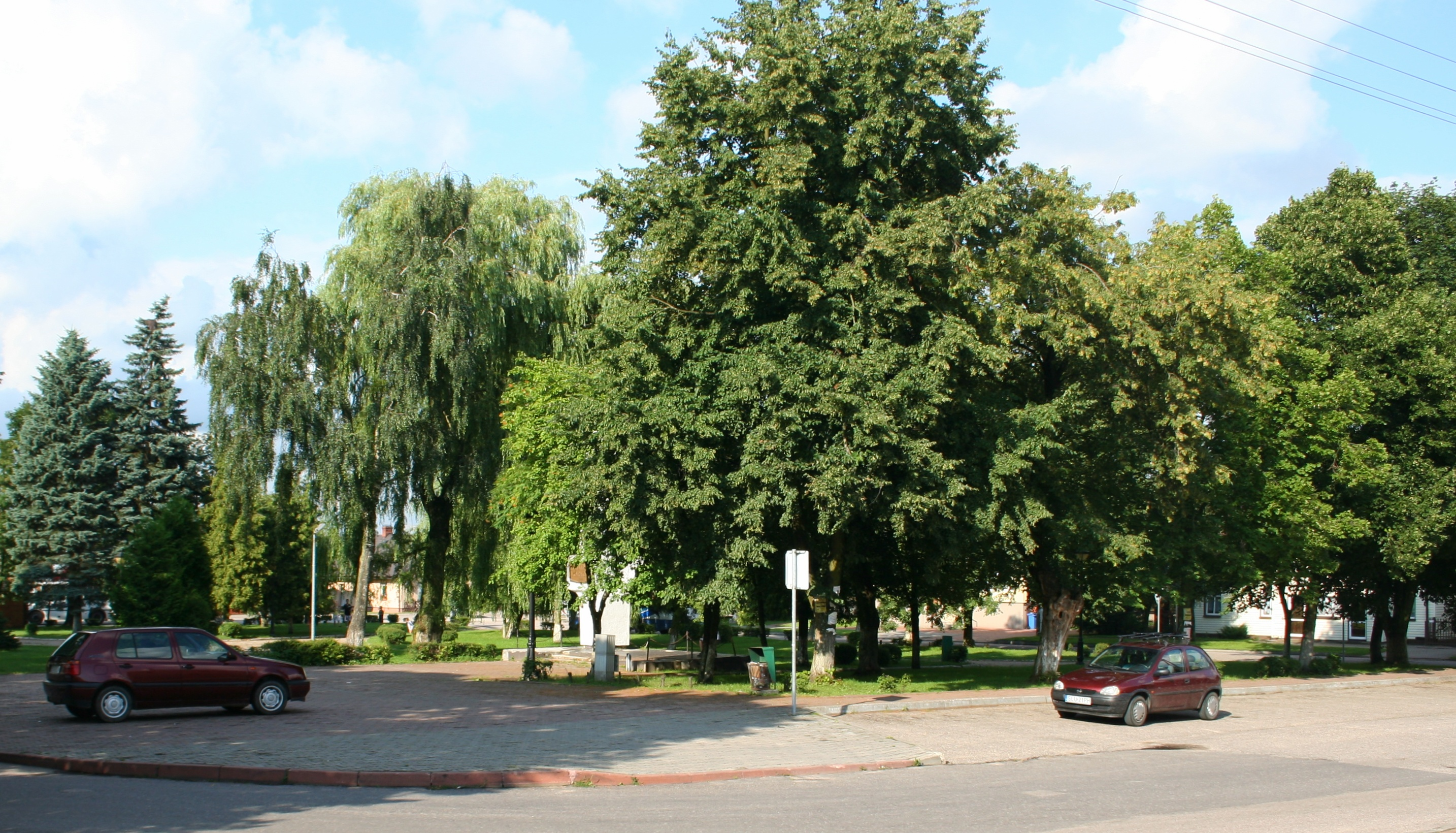
Рынок
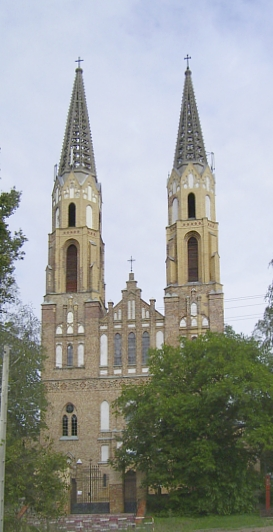
Костёл
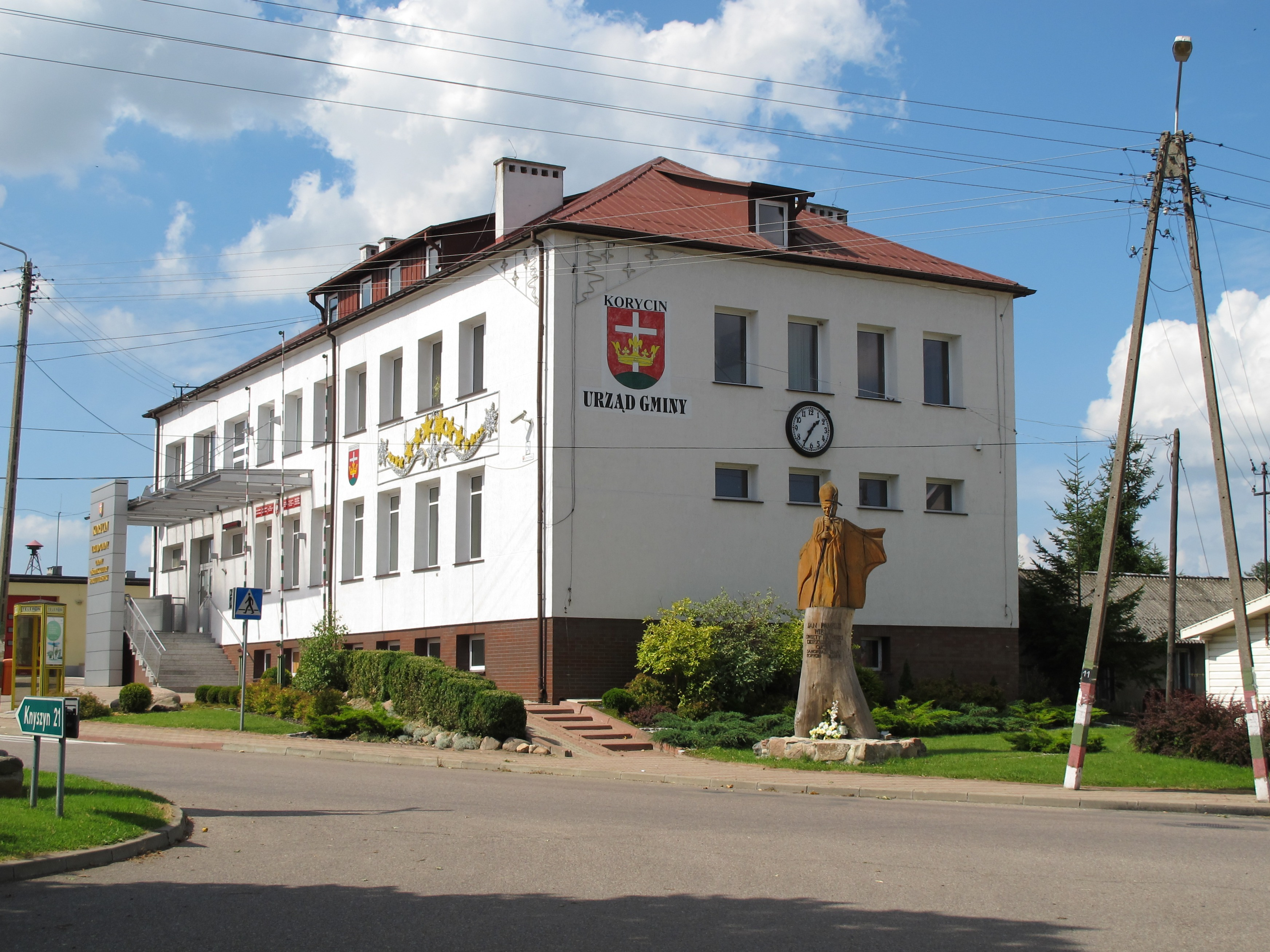
Администрация
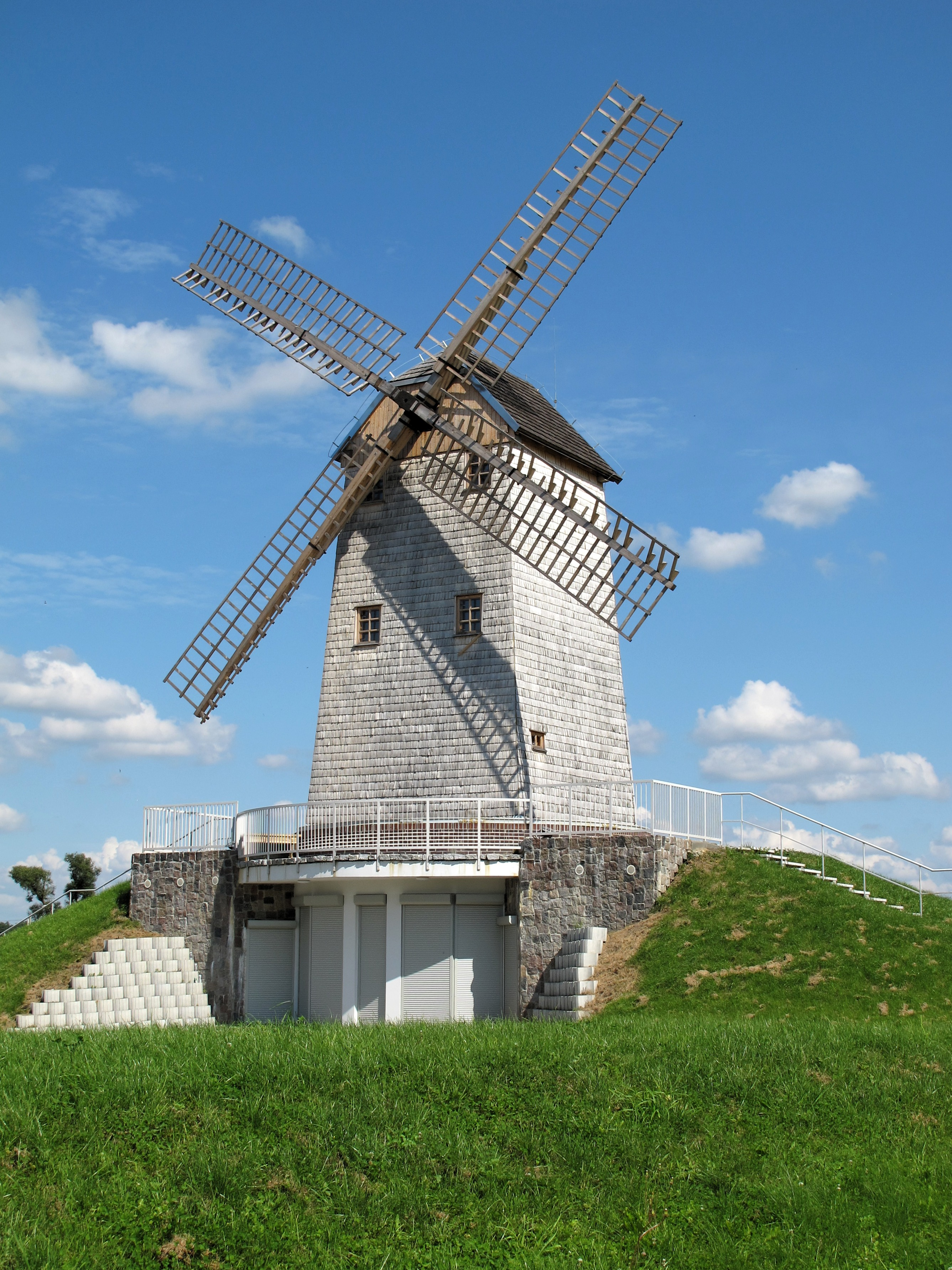
Мельница
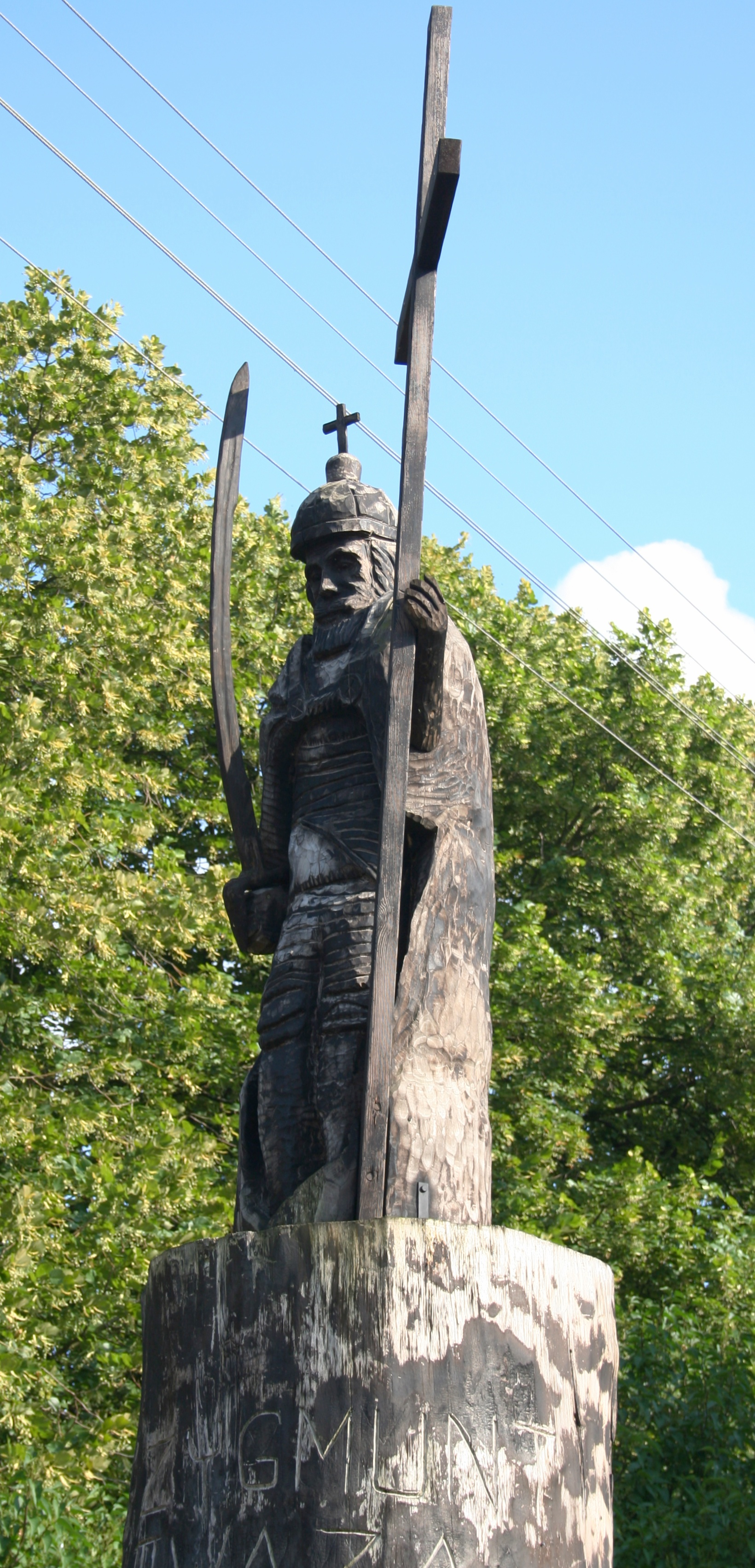
Памятник Сигизмунду III Вазе
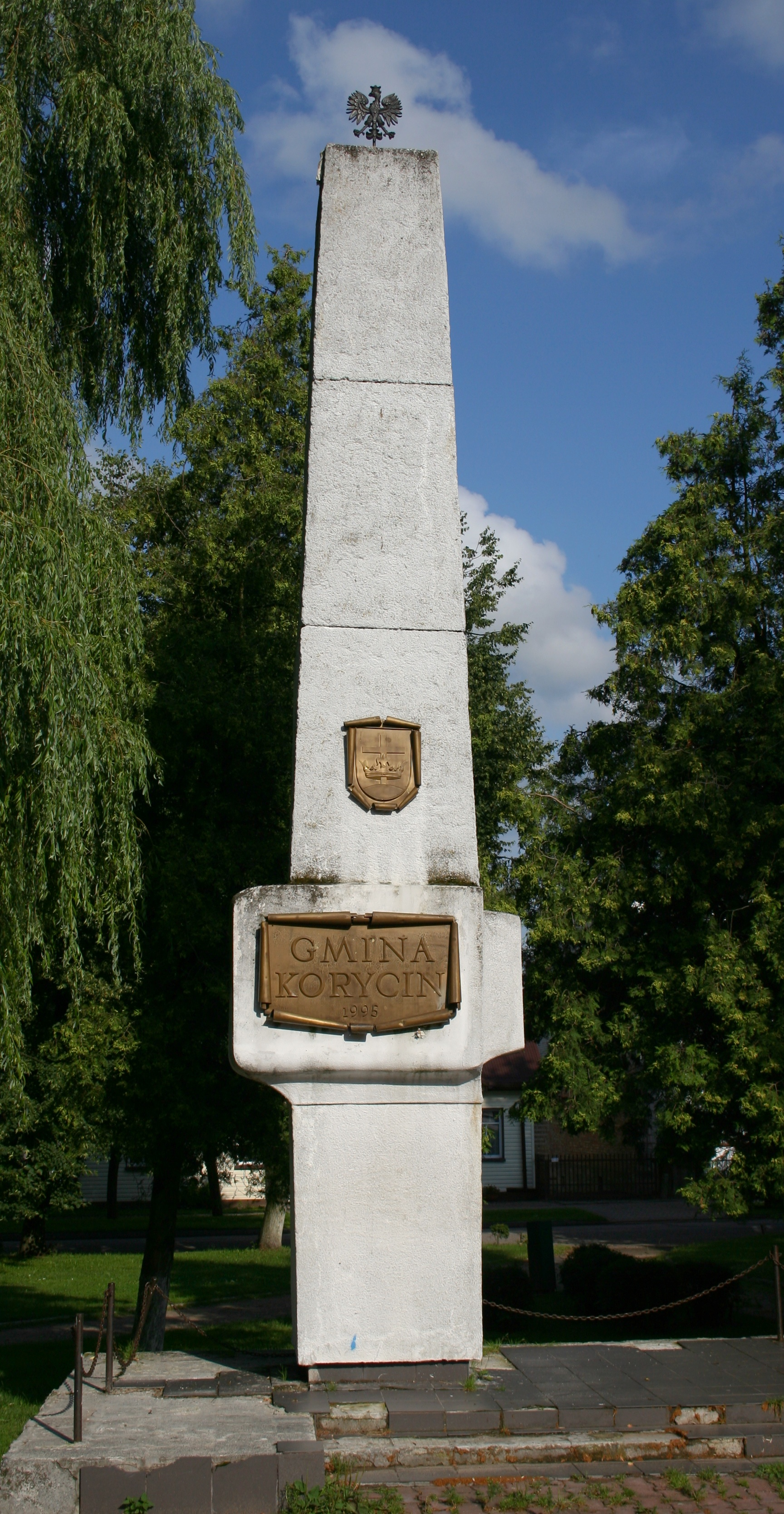
Памятник
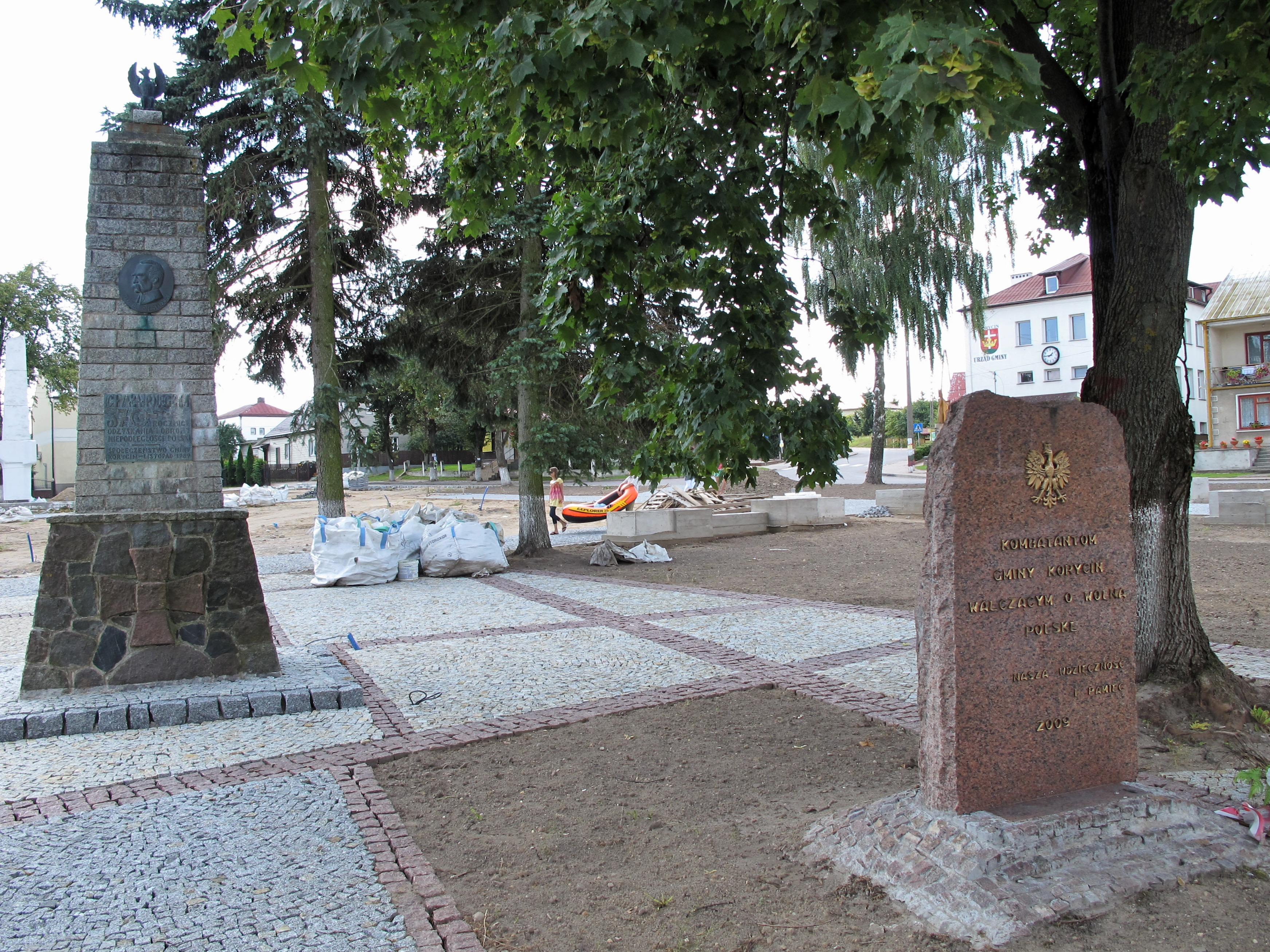
Памятники